# Alan Thompson (kayak)
Pour les articles homonymes, voir Alan Thompson.
Alan Thompson est un kayakiste néo-zélandais pratiquant la course en ligne, né le 14 juin 1959 à Gisborne en Nouvelle-Zélande.